# Прошин Андрій Володимирович
Андрій Володимирович Прошин (рос. Андрей Владимирович Прошин; нар. 19 лютого 1985, Бор, Горьківська область, СРСР) — український та російський футболіст, центральний захисник.

## Клубна кар'єра
Народився в місті Бор. Почав займатися футболом в секції місцевого стадіону «Водник». Потім займався в нижегородської ДЮСШ «Сормович». Пробув рік у московському «Спартаку», потім перейшов до київського «Динамо».
Розпочав футбольну кар'єру виступами на правах оренди в бориспільському «Борисфені-2». Потім виступав у другій команді «Динамо». На початку 2005 року виїхав до Росії, де підписав контракт з клубом першого дивізіону «Хімки», потім виступав у прем'єр-лізі, в «Томі». У 2008 році перейшов у клуб першого дивізіону «Аланія» з Владикавказа. З 2010 року — гравець «Ростова». 12 жовтня 2011 року, разом з трьома одноклубниками (Ребко, Іванов і Хохлов), написав заяву про звільнення. Причина — невиплата заробітної плати більше трьох місяців.
24 лютого 2012 році підписав контракт з «Сибірю». Далі перейшов у клуб Другого дивізіону «Долгопрудний», виступав у ньому до кінця сезону 2012/13 років, а з початку сезону 2013/14 років - гравець дзержинського «Хіміка».
У червні 2014 року підписав контракт з нижегородської «Волгою», яка вилетіла з прем'єр-ліги.

## Кар'єра в збірній
Незважаючи на те, що народився в Росії, вирішив виступати за збірну України. Дебютував у збірній України U-17. На юнацькому чемпіонаті Європи, який проходив у Швейцарії, виступав за юнацьку збірну України. Потім виступав за юнацьку збірну України (U-20). Також брав участь у молодіжному чемпіонаті Європи 2002 року.
Був капітаном молодіжної збірної України.

## Досягнення
- Юнацький чемпіонат Європи (U-19)
  -  Бронзовий призер (1): 2005